# UNDERWEAR
『UNDERWEAR』（アンダーウェア）は、槇原敬之名義7枚目のスタジオ・アルバム。1996年10月25日発売。発売元はwea japan/River Way｡

## 解説
日本語歌詞による2年ぶりの新作。先行シングル「どうしようもない僕に天使が降りてきた」C/W「I need you.（アルバム・バージョン）」収録。11曲目「LOVE LETTER」は、2006年に続いて2008年にもNTT東日本のCMで起用。
本作制作中、槇原は「これまでの活動に金字塔を打ち立てるようなアルバムにしたい」思いで制作、本作を最後に引退も考えていた。理由として悲しい出来事が重なった為とされている。
本作を最後に、木崎賢治プロデュース作品は終了され、重ねてワーナーミュージック・ジャパンからのオリジナル・アルバムの発売も最後となり、翌1997年槇原はソニー・ミュージックレコーズに移籍した。
アート・ワークは初回プレスのみ、三方背BOX仕様で、UNDERWEAR型に穴が開いている。白を基調としており赤色との配色が目を引くパッケージ。槇原のフォトは歌詞ブックレット内に収載。
発売翌年1997年初頭から本作連動コンサート・ツアー「槇原敬之CONCERT TOUR '97 “UNDER YOUR UNDERWEAR”」が開催されたが全国10か所のみで映像作品も未発売。
1998年11月26日に初回生産限定・紙ジャケット仕様で再発。2012年11月14日、槇原監修の上、24bitデジタルリマスターされ再々発。こちらは9月に発売されたCD-BOX『EARLY 7 ALBUMS』の単独発売盤。

## 収録曲
全曲作詞・作曲・編曲：槇原敬之
1. 男はつらいっすねぇ（4:11）
2. PENGUIN（5:21）
3. どうしようもない僕に天使が降りてきた（3:57）
  - MVに小橋賢児と浜丘麻矢が出演。
4. 君の自転車（4:14）
5. うん（5:19）
6. I need you.（ALBUM VERSION）（5:03）
  - 「どうしようもない僕に天使が降りてきた」カップリング曲。
7. revenge（3:38）
8. オオカミ少年（4:50）
9. THE END OF THE WORLD（5:51）
10. PAIN（6:02）
  - 歌詞にレインボーブリッジが登場する。
11. LOVE LETTER（4:58）
  - NTT東日本 CMソング（出演：新垣結衣）
12. まだ見ぬ君へ（4:54）

## 演奏
- 槇原敬之：Vocal & Keyboards (#All)
- 小倉博和
  - Guitar (#1.2.4.10.12)
  - Bouzouki (#2)
  - Gut Guitar (#5)
- 飯田高広：Synthesizer Operator (#All)
- 佐橋佳幸
  - Guitar (#3.6.7.11)
  - Mandolin (#4)
  - Acoustic Guitar (#5)
- 渡辺等：Wood Bass (#5)

## 発売遍歴
- 初版（WPC2-7608・1996年10月25日）
- 限定紙ジャケット再発（WPC7-8534・1998年11月26日）
- 再々発（WPCL-11247・2012年11月14日）※24bitデジタルリマスター

## 関連作品
PENGUIN
- “SMILING3” 〜THE BEST OF NORIYUKI MAKIHARA〜
- SMILING BOX

どうしようもない僕に天使が降りてきた
- “SMILING” 〜THE BEST OF NORIYUKI MAKIHARA〜
- SMILING BOX
- SMILING GOLD 〜THE BEST & BACKING TRACKS〜
- 10.Y.O.〜THE ANNIVERSARY COLLECTION〜
- Completely Recorded

THE END OF THE WORLD
- “SMILING2” 〜THE BEST OF NORIYUKI MAKIHARA〜
- SMILING BOX

LOVE LETTER
- “SMILING2” 〜THE BEST OF NORIYUKI MAKIHARA〜
- SMILING BOX
- SMILING GOLD 〜THE BEST & BACKING TRACKS〜

まだ見ぬ君へ
- “SMILING2” 〜THE BEST OF NORIYUKI MAKIHARA〜
- SMILING BOX